# I'm Not There

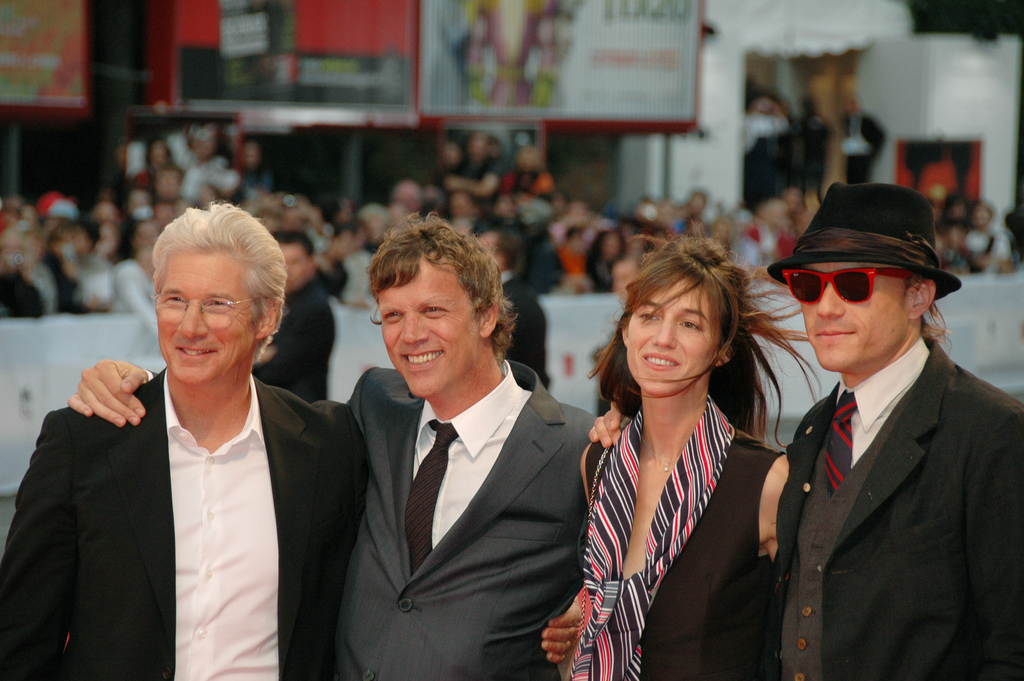
De makers van I'm Not There

I'm Not There is een muzikale biopic over singer-songwriter Bob Dylan uit 2007, onder regie van Todd Haynes. De film vertelt geen chronologisch verhaal, maar bestaat uit fragmentarische scènes waarin heen en weer gesprongen wordt tussen zes verschillende kanten van de persoonlijkheid van de muzikant. Deze worden gespeeld door vijf verschillende acteurs en één actrice. Hoewel de gehele film over Dylan en diens leven gaat, wordt zijn naam in de gehele productie niettemin niet één keer genoemd of vertoond.
Actrice Cate Blanchett werd voor haar vertolking van de Jude Quin-persona van Dylan genomineerd voor een Academy Award. I'm Not There kreeg meer dan tien andere prijzen daadwerkelijk toegekend, waaronder zowel een Golden Globe als een Independent Spirit Award voor Blanchett en verschillende filmprijzen op het Filmfestival van Venetië 2007 voor de film zelf.
De namen van verschillende kanten van Dylans persoonlijkheid dragen een naam die verwijst naar een ander, historisch persoon, zoals Woody Guthrie, Billy the Kid en Arthur Rimbaud.

## Verhaal
Zes verschillende kanten van de persoonlijkheid van Bob Dylan worden ieder onder een andere naam uitgebeeld tijdens een kenmerkend deel van het leven van de muzikant. De jonge met zijn gitaar rondzwervende Woody Guthrie (Marcus Carl Franklin) is de geboren muzikant, die afwacht waar zijn reizen hem heen voeren en overal en met iedereen speelt. Jack Rollins (Christian Bale) is de verafgode singer-songwriter, wiens fans hem laten vallen als hij ook elektronische muziek gaat maken en die zichzelf vervolgens hervindt na zich totaal in het christelijke geloof te wentelen. Arthur Rimbaud (Ben Whishaw) is de arrestant die blijft weigeren zich te conformeren aan de pogingen om hem wetten op te leggen waarvan hij de legitimiteit niet inziet. Robbie Clark (Heath Ledger) is de getrouwde vader, die het ondanks zijn huwelijkse staat niet kan laten het met andere vrouwen aan te leggen, maar toch oprecht van zijn vrouw en kinderen houdt. Jude Quinn (Cate Blanchett) is de stevig drugsgebruikende existentialist, levens- en muziekfilosoof, die zich onbegrepen voelt en zich stoort aan het onvermogen van anderen om zijn gedachtegangen te doorgronden. Billy the Kid (Richard Gere) is de het liefst alleen gelaten, teruggetrokken natuurmens die mijmert over het leven van weleer, dat hij tot zijn verdriet steeds verder ziet verdwijnen.
Te zien is onder meer hoe de muzikant zich profileert in de tijden van Richard Nixon en de Vietnamoorlog, in het post-Dwight D. Eisenhower, post-Joseph McCarthy-tijdperk. Hoe hij omgaat met publieke verwachtingen, politieke inmenging, zijn rol als folkheld en symbool van de protestbeweging en massale afkeur. Hoe de muzikant gefrustreerd raakt door ideeën over de inhoud en betekenis van muziek die volledig botsen met de zijne, maar op andere momenten compleet lak heeft aan de publieke opinie en weigert zich daar persoonlijk iets van aan te trekken. Hoe hij met lede ogen aanziet hoe een wereld zich gedraagt die zoveel beter en mooier zou kunnen zijn en hoe hij zich begeeft in kringen waarin hij onder andere de The Beatles, Norman Mailer, Brian Jones en model Coco Rivington (Michelle Williams) ontmoet.

## Rolverdeling
- Christian Bale - Bob 'Jack Rollins' Dylan
- Cate Blanchett - Bob 'Jude Quin' Dylan
- Marcus Carl Franklin - Bob 'Woody Guthrie' Dylan
- Richard Gere - Bob 'Billy the Kid' Dylan
- Heath Ledger - Bob 'Robbie Clark' Dylan
- Ben Whishaw - Bob 'Arthur Rimbaud' Dylan
- Julianne Moore - Alice Fabian
- Michelle Williams - Coco Rivington
- Kris Kristofferson - verteller (stem)